# Tama-Hügelland
Das Tama-Hügelland (jap. 多摩丘陵, Tama-kyūryū) ist ein Hügelland in der japanischen Kantō-Ebene. Es erstreckt sich vom Südwesten Tokios bis in den Nordosten der Präfektur Kanagawa und wird im Nordosten vom gleichnamigen Fluss Tama begrenzt. Das gesamte Areal umfasst ungefähr 300 km².

## Lage
Das Hügelland streift die zur Präfektur Tokio gehörigen Städte Hachiōji, Hino, Tama, Inagi und Machida, sowie die Städte Kawasaki und Yokohama in der Präfektur Kanagawa.

## Siedlungsgeschichtliche Notizen

### Vorgeschichte
Vereinzelt sind Reste von Siedlungen jōmon-zeitlicher Jäger und Sammler ergraben worden.

### Nachkriegszeit
Seit den 1950er Jahren wurde das Gebiet umfangreich entwickelt, um der Nachfrage nach Wohnraum der beiden schnell wachsenden Millionenstädte Tokio und Yokohama gerecht zu werden. Die Hügel nehmen sich inzwischen als Flickenteppich aus neuen Wohnvororten und flachen bewaldeten Hügeln und verbliebenen landwirtschaftlich genutzten Nischen aus; stellenweise existieren noch größere Waldflächen. In dieser Zeit entstanden beachtenswerte Siedlungsprojekte wie die New Towns Tama und die Kohoku.

## Sehenswürdigkeiten
- TamaTech – ein Freizeitpark
- Tama-Zoo – einer größten Zoologischen Gärten Japans
- Zoorasia – Zoo im Stadtteil Asahi, Yokohama (englische Website)
- Yomiuriland – ein Freizeitpark (japanische Website)
- Nihon Minka-en – ein Freilichtmuseum in Tama-ku, Kawasaki in dem Bauernhäuser (minka) aus ganz Japan ausgestellt werden (engl. Website).

Koordinaten: 35° 37′ N, 139° 24′ O